# 小林千草
小林 千草（こばやし ちぐさ、1946年12月20日 - 2021年11月14日）は、日本の国語学者、作家。

## 人物
鹿児島県生まれ、京都府育ち。1969年京都教育大学国文科卒。1972年東京教育大学大学院文学研究科修士課程修了。1985年佐伯国語学賞受賞、1993年成城大学短期大学部助教授、1998年教授、2001年「中世文献の表現論的研究」で東北大学文学博士、2002年同著で新村出賞受賞。2004年東海大学文学部教授。2012年定年、特任教授（2015年3月まで）。千草子（せん・そうこ）の筆名で小説・評論も書く。夫も国語学者の小林賢次。

## 著書
- 『ハビアン 藍は藍より出でて』千草子 清文堂出版 1991
- 『ハビアン落日 羽給べ若王子』千草子 清文堂出版 1991
- 『於大と信長 忍ぶは一定忍び草』千草子 福武書店 1991
- 『日本書紀抄の国語学的研究』清文堂出版 1992
- 『原本「信長記」の世界』千草子共著 新人物往来社 1993
- 『応仁の乱と日野富子 将軍の妻として、母として』中公新書 1993
- 『中世のことばと資料』武蔵野書院 1994
- 『ハビアン平家物語夜話』千草子 平凡社 1994
- 『太閤秀吉と秀次謀反-『大かうさまぐんき』私注』ちくま学芸文庫 1996
- 『室町を歩いた女たち』千草子 小学館 1996
- 『室町万華鏡 ひざかりの女と残照の男たち』千草子 集英社 1997
- 『ことばの歴史学 源氏物語から現代若者ことばまで』丸善ライブラリー 1998
- 『戦国絶唱 いのちなりけり』千草子 講談社 1998
- 『翠子 清原宣賢の妻』千草子 講談社 1999
- 『近松-母と子、女と男のコミュニケーション』平凡社選書 2001
- 『中世文献の表現論的研究』武蔵野書院 2001
- 『安楽寺松虫姫鈴虫姫和讃 千草子和らげ(口語訳)』住蓮山安楽寺 2002
- 『洛中洛外 清原宣賢の妻』千草子 講談社 2003
- 『清原宣賢講「日本書紀抄」本文と研究 』勉誠出版 2003
- 『北国の雁 清原宣賢の妻』千草子 講談社 2004
- 『文章・文体から入る日本語学 やさしく、深く、体験する試み』武蔵野書院 2005
- 『ことばから迫る能(謡曲)論 理論と鑑賞の新視点』千草子共著 武蔵野書院 2006
- 『女ことばはどこへ消えたか?』光文社新書 2007
- 『ことばから迫る狂言論 理論と鑑賞の新視点』千草子共著 武蔵野書院 2009
- 『現代外来語の世界』朝倉書店 シリーズ〈現代日本語の世界〉2009
- 『伊達政宗、最期の日々』講談社現代新書 2010
- 『南蛮屏風の女と岩佐又兵衛』千草子 清文堂出版 2010
- 『淀殿　戦国を終焉させた女』洋泉社 2011
- 『『明暗』夫婦の言語力学』東海教育研究所 2012
- 『絵入簡訳源氏物語』1-3 千草子共著 平凡社 2013、2014
- 『『天草版平家物語』を読む　不干ハビアンの文学手腕と能』東海大学出版部 2015
- 『寺田屋異聞　有馬新七、富士に立つ』千草子 東海教育研究所 2015
- 『幕末期狂言台本の総合的研究　大蔵流台本編』清文堂出版 2016
- 『『大かうさまぐんき』を読む　太田牛一の深層心理と文章構造』東海大学出版部 2017
- 『幕末期狂言台本の総合的研究　鷺流台本編』清文堂出版 2018
- 『幕末期狂言台本の総合的研究　和泉流台本編』1　清文堂出版 2019
- 『戦後に生まれて グミと野いちご (千 草子詩歌集 1)』千草子 武蔵野書院 2020
- 『百人一首を読む 幕末・嵯峨山人の口語訳とともに』清文堂出版 2020

共編
- 『日本語史の新視点と現代日本語』小林賢次共編 勉誠出版 2014

## 参考
- J-GLOBAL 文藝年鑑